# Solliès-Ville
Solliès-Ville este o comună în departamentul Var din sud-estul Franței. În 2009 avea o populație de 2.461 de locuitori.

## Evoluția populației
| An        | 1975 | 1982  | 1990  | 1999  | 2006  | 2009  |
| --------- | ---- | ----- | ----- | ----- | ----- | ----- |
| Populație | 850  | 1.193 | 1.895 | 2.247 | 2.418 | 2.461 |